# Empoasca consimilis
Empoasca consimilis är en insektsart som beskrevs av Logvinenko 1980. Empoasca consimilis ingår i släktet Empoasca och familjen dvärgstritar. Inga underarter finns listade i Catalogue of Life.